# Karateka (jeu vidéo)
Pour les articles homonymes, voir Karateka.
Karateka est un jeu vidéo de combat créé en 1984 par Jordan Mechner, le créateur de Prince of Persia (1989). Le jeu a initialement été développé sur Apple II et fut porté sur de nombreux supports.
Il s'agit du premier jeu de Mechner jamais édité. Il l'a développé alors qu'il était encore étudiant à l'Université Yale. Le jeu s'est fait remarquer par la presse spécialisée pour la grosseur des sprites et la fluidité de l'animation. Il se vend à plus de 500 000 exemplaires en 1984.

## Synopsis
Le vil Akuma a enlevé la charmante princesse Mariko et l'a enfermée dans sa forteresse. Le héros doit donc la délivrer en triomphant des multiples gardes du château et de leur seigneur, Akuma.

## Système de jeu
Le gameplay de Karateka possède les principales caractéristiques du jeu de combat en 2D : les combattants sont vus de profil et s'opposent en duel. Un défilement différentiel entre l'avant et l'arrière-plan du décor - où l'on peut d'ailleurs apercevoir le Mont Fuji - apporte un semblant de profondeur à la scène.
Les combattants se frappent à coup de pied et de poing, chaque coup pouvant être porté à trois hauteurs différentes (haut, milieu, bas). Dans la version originale sur Apple II, la hauteur des coups étaient gérée par le joystick et le type de coup se contrôlait via les boutons.
Le joueur ne possède qu'une seule vie. La santé du combattant est symbolisée par une jauge constituée d'une dizaine de points de vie. Il les perd au fur et à mesure qu'il reçoit des coups, mais il peut aussi les récupérer s'il se repose (sans attaquer). La barre de vie de l'ennemi est également affichée à l'écran et remplit initialement la ligne comprenant les barres de vie des deux protagonistes. Le personnage meurt (ou est mis KO) lorsqu'il ne possède plus aucun point de vie. Comme la plupart des jeux de l'époque et parce qu'il était particulièrement court, Karateka ne permettait pas de sauvegarder. Même en ayant défait le dernier ennemi, le héros peut mourir d'un coup de pied de la demoiselle secourue, s'il tarde trop à la prendre dans ses bras.

## Accueil
Karateka se vend à plus de 500 000 exemplaires en 1984. Il fait l'objet d'un remake à télécharger sur Xbox Live Arcade, PlayStation Network et Steam en novembre 2012.